# Challenger de Santa Fe
El Challenger de Santa Fe es un torneo profesional de tenis, perteneciente al ATP Challenger Tour. Su primera edición se desarrolló en el año 2023 sobre polvo de ladrillo en Santa Fe, Argentina, siendo la primera vez en llevarse a cabo un torneo ATP Challenger en la Provincia de Santa Fe.
La sede del torneo fue el Santa Fe Lawn Tennis Club, institución deportiva fundada en el año 1911.
La categoría de la primera edición fue Challenger 50, ya que otorgó al campeón de single, 50 puntos para ranking ATP, y repartió U$S40.000 en premios. Se dispusieron tribunas en el Court Central con capacidad para 600 personas, las cuales se vieron colmadas en las instancias finales del torneo.
La segunda edición del Challenger de Santa Fe se disputará del 15 al 21 de octubre de 2023, subiendo de categoría a Challenger 75, ya que otorga 75 puntos al campeón, y reparte U$S80.000 en premios.

## Palmarés

### Individuales
| Año     | Campeón          | Finalista         | Resultado     |
| ------- | ---------------- | ----------------- | ------------- |
| 2023    | Mariano Navone   | Daniel Vallejo    | 6-2, 6-4      |
| 2023-II | Mariano Navone   | Andrea Pellegrino | 3-6, 6-2, 6-3 |
| 2024    | Andrea Collarini | Facundo Mena      | 6-2, 6-3      |

### Dobles
| Año     | Campeones                                 | Finalistas                          | Resultado           |
| ------- | ----------------------------------------- | ----------------------------------- | ------------------- |
| 2023    | Vasil Kirkov Matías Soto                  | Ignacio Carou Ignacio Monzón        | 7-6(3), 6-2         |
| 2023-II | Luca Margaroli Santiago Rodríguez Taverna | Franco Agamenone Mariano Kestelboim | 7-6(2), 6-4         |
| 2024    | Hady Habib Trey Hilderbrand               | Ignacio Carou Facundo Mena          | 6-7(5), 6-2, [10-4] |